# Arenal (ort i Colombia, Bolívar, lat 8,46, long -73,94)
Arenal är en ort i Colombia.   Den ligger i departementet Bolívar, i den norra delen av landet, 400 km norr om huvudstaden Bogotá. Arenal ligger 44 meter över havet och antalet invånare är 5 346.
Terrängen runt Arenal är platt åt nordost, men åt sydväst är den kuperad. Runt Arenal är det glesbefolkat, med 8 invånare per kvadratkilometer. Närmaste större samhälle är Río Viejo, 18,3 km nordost om Arenal. Trakten runt Arenal består huvudsakligen av våtmarker.